# Hugh J. Anderson
Hugh Johnston Anderson, född 10 maj 1801 i Wiscasset, Massachusetts (i nuvarande Maine), död 31 maj 1881 i Portland, Oregon, var en amerikansk demokratisk politiker. Han var ledamot av USA:s representanthus 1837–1841 och Maines guvernör 1844–1847.
Anderson var verksam inom handeln och studerade juridik. 35 år gammal blev han invald i representanthuset med omval två år senare.
Anderson efterträdde 1844 John W. Dana som guvernör och efterträddes tre år senare av företrädaren Dana.
Anderson avled 1881 i en ålder av 80 år i Oregon och gravsattes på Grove Cemetery i Belfast i Maine.